# Epidendrum aquaticum
Epidendrum aquaticum är en orkidéart som beskrevs av John Lindley. Epidendrum aquaticum ingår i släktet Epidendrum och familjen orkidéer. Inga underarter finns listade i Catalogue of Life.